# 菊田裕樹
菊田 裕樹（きくた ひろき、Hiroki Kikuta、1962年8月29日 - ）は、日本の作曲家、編曲家、シナリオライター、ゲームデザイナー。本名は菊田裕樹（きくた ゆうき、Yuki Kikuta）。愛知県出身。関西大学文学部哲学科卒。

## 経歴
1962年8月29日、著名な陶磁研究家の父の家に生まれる。
関西大学を卒業後に上京し、26歳の時に結城二十六（ゆうき にじゅうろく）の名義で漫画家デビューする。1990年には漫画単行本『RAVEN』を発表している。また、同時期に友人からサンプラーを譲り受け、独学で音楽を学び、楽曲が竜の子プロダクションのテレビアニメ作品に採用される。
1991年、スクウェア（現スクウェア・エニックス）にサウンド担当として入社し、『ロマンシング サ・ガ』の効果音の作成を担当する。
『聖剣伝説2』『聖剣伝説3』『双界儀』などの作曲を手掛けた後に退社し、1997年8月、サクノスを設立した。『クーデルカ』の企画・プロデュース・総合演出を務めるが、1999年にサクノスを退社する。
その後、2001年3月にノーストリリアを設立する。現在はフリーランスとして、PC用オンラインゲームの企画・開発や、オンラインゲーム・成人向けゲームなどへの楽曲提供、Amazon.co.jpや同人誌即売会などでのインディーズCD販売を中心に活動している。
2006年3月、未使用のままストックしていた音源を集めて新曲に近い楽曲も盛り込んだオリジナル・アルバム『LOST FILES』を発表し、2007年8月には完全新作となるオリジナルアルバム『Alphabet Planet』を発表する。
今後については自身のブログにて、『聖剣伝説2』の世界観を自らの世界観でアレンジしたアルバム『聖剣伝説2 シークレット・オブ・マナ』と対になる新作長編アルバムを製作中と語っている。具体的なリリース時期は未定だが、『桃の木の精の悲恋』に題を取った、古風で少し哀しい物語をコンセプトにしているとのことである。また、今後とも精力的に音楽活動を行いたいとも発言している。
起業家としても活動しており、前述のサクノスやノーストリリアを皮切りに、2001年8月にワイス株式会社を、2004年8月2日には携帯電話端末等向けショートアニメのコンテンツ製作会社であるモバニメーションを設立している。モバニメーションについては、2005年12月31日にウェッジホールディングスが買収し、現在はラディクスモバニメーションと商号が変わっている。
2006年頃から静岡産業技術専門学校（ゲームクリエイト科）、近年は東京音楽大学（作曲指揮専攻ソングライティングコース、特別招聘講師）で講師を務めている。

## 作風
本人曰く「攻撃的かつアーティスティックでありながら、同時にメロディアスでポップでありたいというのは、僕の目指すところです」とインタビューで語っている。
作曲に対しての持論が多くあり、ゲーム音楽に対しては「世界を助けて存在させるものなので、ゲームそのものが描きたいと思っているものにちゃんと合うかなということが凄く大事だと思う」「（ゲームのプレイ中に）聞こえちゃいけないんですよ。（中略）微妙に感情を揺らすようなものがずっと続くというものがいいんですね」と『コンチェルトゲート』でのインタビューで語っている。
影響を受けている音楽は、プリンス、YES、ELPなどのプログレッシブ・ロック、Devoなどのテクノポップとのことで、作曲の方向性については「ポリリズムとポリハーモニーという2つの概念を大事にしている」「極端なクローズドボイシングと極端なオープンボイシング併用するのが好き」「基本的に近接する3度の和音、つまりは調性を感じさせる要素を使わないのが特徴である」と自身のウェブサイト上で語っている。また、曲にコードの一発物が多いことの理由を自身の掲示板上で聞かれた際に「既存のコードやルートにとらわれないってのは、キーワードになるかもね。アルペジオの持つ、曖昧なコード感とか、微妙にテンションを混ぜていく快感とか」と語っている。
作品考察から表現コンセプトを立て、採用楽器（音源を含む）の研究をおこなった上で、自身の感性で組み立てた楽曲スタイルと感情に忠実な曲想を重視した制作アプローチをとる。菊田はこのアプローチによって、楽器の種類や音源のチープさは自分にとって表現の障害にならず、ジャンルの枠からも自由であるとし、また自身の音楽性を人より独特なものにしているだろう、と述べている。このアプローチは楽曲スタイルの柔軟な組み合わせ構成を指向したものであり、『聖剣伝説2』の楽曲のひとつ「呪術師」では、芸能山城組の資料をもとにスーパーファミコンのゲームサウンドにケチャのリズム様式を取り入れた。また、メロディを複数のパートに分担して楽曲に変化を付ける手法を好んで用いている。こうした手法は反面、前述のポリハーモニーなどパートにまたがった複雑な和音構成の忠実な演奏を求めることから、スタジオ・ミュージシャンを採用した『双界儀』の制作では曲の意図を伝えることに苦労したとも述べている。

## 手掛けたゲーム作品

### ゲーム作品（一般）
- ファイナルファンタジーIV（スクウェア、1991年7月19日、スーパーファミコン）デバッグ
- ロマンシング サ・ガ（スクウェア、1992年1月28日、スーパーファミコン）効果音
- 聖剣伝説2（スクウェア、1993年8月6日、スーパーファミコン）作曲
  - 聖剣伝説2（スクウェア・エニックス、2009年10月26日、iモード）音楽監修
- 聖剣伝説3（スクウェア、1995年9月30日、スーパーファミコン）作曲
- 双界儀（スクウェア、1998年5月28日、PlayStation）作曲
- クーデルカ（SNK、1999年12月16日、PlayStation）企画・プロデュース・総合演出・シナリオ・作曲
- 超武侠大戦（スクウェア・エニックス、オープンβのみ[9]、Windows）企画・ゲームデザイン・作曲
- コンチェルトゲート（スクウェア・エニックス、2007年7月18日正式サービス開始、Windows）作曲 ※伊藤賢治との共作。
- アクアリウムwithクロック（ラックプラス、2010年2月24日、ニンテンドーDSi）選曲
- ワクワク無限大∞ミニ四駆ワールド（ケイブ、2010年3月24日正式サービス開始、Windows）テーマ作曲
- シャイニング・ハーツ（セガ、2010年12月16日、PlayStation Portable）作曲
- メビウスオンライン（ゲームポット、2011年4月6日正式サービス開始、Windows）作曲
- Wizardry Online（ゲームポット、2011年10月14日、Windows）作曲 ※ボスバトル曲担当
- ヴァルヘリオ（アイデアストック・エレメンツ、2011年12月29日、Windows）テーマ作曲
- ソウルキャリバーV（バンダイナムコゲームス、2012年1月31日、PlayStation 3／Xbox 360）作曲 ※中鶴潤一、三好智己、Andrew Aversa、Cris Velasco、Inon Zurと共同
- シャイニング・ブレイド（セガ、2012年3月15日、PlayStation Portable）作曲
- DEMONS' SCORE（スクウェア・エニックス、2012年9月19日、iOS／Android）作曲 ※水田直志ほかと共同
- 創世のエル〜英雄の夢の終わりに〜（WASHIMI、2013年2月20日、iOS）テーマ作曲
- シャイニング・アーク（セガ、2013年2月28日、PlayStation Portable）作曲
- パイレーツ・オブ・リベルタ（ホリゾンリンク、2013年6月7日正式サービス開始、ブラウザゲーム）作曲、効果音
- エスカ&ロジーのアトリエ 〜黄昏の空の錬金術士〜（ガスト、2013年6月27日、PlayStation 3）作詞・作曲 ※下田祐ほかと共同
- 聖剣伝説 RISE of MANA（スクウェア・エニックス、2014年3月6日、iOS／Android）作曲 ※関戸剛、伊藤賢治、下村陽子と共同
- YIIK: ポストモダンRPG（Ysbryd Games、2019年1月17日、Windows／PlayStation 4／Nintendo Switch）作曲 ※他の作曲家（多数）と共同
- インディビジブル（Lab Zero Games、2019年10月8日、Windows／PlayStation 4／Xbox One）作曲
- Last Labyrinth（AMATA K.K.、2019年11月13日、Windows／PlayStation 4）テーマ作曲

### ゲーム作品（成人向け）
- そらのいろ、みずのいろ（Ciel、2004年6月25日、Windows）作曲
- さくらリラクゼーション 〜四姉妹とのラブラブ同居性活〜（Puzzlebox、2005年6月17日、Windows）作曲
- に〜づまはセーラー服 〜ダーリンは担任教師〜（Puzzlebox、2005年12月2日、Windows）作曲
- 萌日記（Puzzlebox、2008年7月31日、Windows）作曲
- Tiara（Symphony、2009年7月31日、Windows）作曲
- フォルト!!A（Ciel、2011年6月24日、Windows）テーマ作曲 ※MANYO編曲。
- フォルト!!S（Ciel、2012年6月29日、Windows）テーマ作曲

## 手掛けたアニメ作品
- ロビンフッドの大冒険（竜の子プロダクション、1990〜1991年及び1992年放送）音楽
- 宇宙の騎士テッカマンブレード（竜の子プロダクション、1992〜1993年放送）設定協力
- 宇宙の騎士テッカマンブレードII（竜の子プロダクション、1994年〜1995年発売）SF美術協力
- 白雪姫の伝説（竜の子プロダクション、1994〜1995年放送）音楽
- そらのいろ、みずのいろ（ひまじん、2匹目のどぜう、2006〜2008年発売）音楽
- Otakon 2010 Opening Animation（Production I.G、2010年イベント上映）音楽
- シャイニング・ハーツ 〜幸せのパン〜（Production I.G、2012年放送）音楽

## 手掛けたコミックス作品
- RAVEN（白夜書房マシンヘッドコミックス、1990年）
- クーデルカ（角川コミックス・エース、1999〜2000年）設定原案 ※岩原裕二による著作。

## 手掛けた音楽作品

### 音楽作品（サウンドトラック）
- 聖剣伝説2 オリジナル・サウンド・ヴァージョン（NTT出版、1993年8月6日） - ゲーム本編の作曲作業時、MIDIシンセサイザーに『ヤマハSY77』を使用。オリジナルサウンドトラック盤にはMacintosh版『Cubase』を使用。
- 聖剣伝説2 シークレット・オブ・マナ（NTT出版、1993年10月29日） - 『聖剣伝説2』の世界観を自らの世界観でアレンジしたアルバム。Atari ST版『Notator』を使用。
- 聖剣伝説3 オリジナル・サウンド・ヴァージョン（NTT出版、1995年8月25日） - Macintosh版『Notator Logic』を使用。
- 双界儀 オリジナル・サウンドトラック（デジキューブ、1998年6月11日）
- クーデルカ オリジナル・サウンドトラック（ポニーキャニオン 、1999年12月1日） - Macintosh版『Notator Logic Audio』を使用。
- THE MUSIC OF KOUDELKA（SNK、1999年12月16日）- ゲーム『クーデルカ』の予約特典として配布された非売品のシングルCD。
- CONCERTO: the extraordinary world of concerto gate（ノーストリリア、2008年2月27日） - 前述の『コンチェルトゲート』の菊田裕樹作曲のBGMをまとめた、未発表曲も含むアルバム。『海神記』と同じオーケストラ音源を使用。
- IN THE SKY ON THE WATER（ノーストリリア、2008年10月6日） - 『そらのいろ、みずのいろ』のゲーム版・アニメ版楽曲、未使用曲を含む完全版オリジナルサウンドトラック。ボーカル曲には鬼頭利枝が参加。リマスター版。
- LOVE RELAXATION（ノーストリリア、2008年11月4日） - 『さくらリラクゼーション 〜四姉妹とのラブラブ同居性活〜』のゲーム版楽曲、未使用曲を含む完全版オリジナルサウンドトラック。ボーカル曲には加納薫が参加。リマスター版。
- NICE LIFE AS WIFE（ノーストリリア、2008年11月4日） - 『に〜づまはセーラー服 〜ダーリンは担任教師〜』のゲーム版楽曲、未使用曲を含む完全版オリジナルサウンドトラック。ボーカル曲には中山♡マミが参加。リマスター版。
- Shackles of Night（Creative Intelligence Arts、2010年7月30日） - 米国開催のイベント「OTAKON 2010」オープニングテーマソングを含むシングル。しほり、由良浩明、サラ・オレインらとのコラボレーション。
- 心に届く詩（ポニーキャニオン、2010年12月15日） - Lia『シャイニング・ハーツ』テーマソング・シングル。トラック2「WHITE and SHADOW 〜夢幻の輪舞〜」作編曲。
- シャイニング・ハーツ オリジナル・サウンドトラック（ポニーキャニオン、2011年2月2日）
- Tiara（ノーストリリア、2011年4月1日） - 『Tiara』オリジナルサウンドトラック。ボーカル曲にはKAKOが参加。リマスター版。
- SOULCALIBUR V Original Soundtrack（Creative Intelligence Arts、2012年1月31日）
- シークレット・オブ・マナ・ジェネシス 聖剣伝説2 アレンジアルバム（スクウェア・エニックス、2012年8月8日）
- エスカ&ロジーのアトリエ 〜黄昏の空の錬金術士〜 オリジナルサウンドトラック（ガスト、2013年6月26日）
- Twilight Sky エスカ&ロジーのアトリエ 〜黄昏の空の錬金術士〜 ボーカルアルバム（ガスト、2013年6月26日）
- 聖剣伝説 RISE of MANA オリジナル・サウンドトラック（スクウェア・エニックス、2014年4月23日）
- 聖剣伝説2 SECRET of MANA オリジナル・サウンドトラック（スクウェア・エニックス、2018年2月21日）
- 聖剣伝説3 TRIALS of MANA オリジナル・サウンドトラック（スクウェア・エニックス、2020年6月3日）

### 音楽作品（オリジナル）
- LOST FILES（ノーストリリア、2006年3月17日） - 過去の未発表曲と新曲に近い楽曲を一つのコンセプトでまとめ上げたオリジナルアルバム。MIDIシンセサイザーに『ヤマハSY77』、サンプラーに『AKAI S900』を、また、ソフトウェアシンセサイザーにMacintosh版『Notator Logic』、ソフトウェアサンプラーに『Emagic EXS24』、『IK Multimedia SampleTank 2』を使用。
- 天人草奇譚（ノーストリリア、2006年8月17日） - 菊田オリジナルの、大正時代を舞台にした推理小説の世界を音として表現した楽曲。前述『LOST FILES』に収録されている楽曲『天霊島奇譚』の前編となる内容。芝居、歌唱には桜庭わかなを起用。
- 海神記（ノーストリリア、2006年12月31日） - オーケストラ風にアレンジされた楽曲。
- Alphabet Planet（ノーストリリア、2007年8月10日） - 曲名の頭文字をa〜zと1〜9でつけてあるオリジナルアルバム。元々は『Vivid Side（ヴィヴィッドサイド）』という未発表のオンラインゲームのために書き下ろした楽曲。ノートパソコンの「Dell M1210」に、『Emagic Logic Platinum』、『Quantum Leap Symphony Orchestra Gold』、『IK Multimedia SampleTank 2』を使用。
- 天人草奇譚 Rainy-Remix（メタファジックチャイルド、2007年12月31日） - 『天人草奇譚』のセルフリミックス。
- METAPHASIC CHILD（メタファジックチャイルド、2008年8月16日） - 声優の桜庭わかなとボーカルユニット「メタファジックチャイルド」を結成。ボーカル曲「火星から来た女」を含む組曲風構成のミニアルバム。
- AT（メタファジックチャイルド、2009年8月15日） - アコースティックなバンド系サウンドをイメージした楽曲。VOCALOID音源を使用。
- WHITE and SHADOW 〜夢幻の輪舞〜 Tony × Hiroki Kikuta featuring MIKU HATSUNE（セガ、2009年12月29日） - イラストレーターのTonyとのコラボレーションシングル。ボーカル音源として初音ミクを使用。のちに『シャイニング・ハーツ』イメージソングとして再録（『心に届く詩』収録）。
- 流星奇跡（メタファジックチャイルド、2010年7月19日） - 「Shackles of Night」日本語歌詞版シングル。ボーカル音源として初音ミクを使用。
- Healing Breathing（メタファジックチャイルド、2010年8月14日） - ヒーリングミュージックをイメージした楽曲。
- NAVEN（メタファジックチャイルド、2010年12月31日） - 2000年ごろ公開のMIDI楽曲のセルフリミックス盤。題はグレゴリー・ベイトソンの著書から。
- 邂逅（メタファジックチャイルド、2011年8月13日） - 台湾のイラストレーターPUMPとのコラボレーションによる「DARK REPLICANT SAGA」というオリジナルの世界観をイメージした楽曲。
- 没曲伝説2（メタファジックチャイルド、2012年8月11日）
- PULSE -マリンバとチェレスタのための協奏詩-（メタファジックチャイルド、2012年12月31日）
- 人狼伴奏音楽集（メタファジックチャイルド、2013年8月12日）
- PULSE PICO PULSE（メタファジックチャイルド、2013年12月31日）
- スティーブ・ライヒの主題によるインテグラルポリフォニー（メタファジックチャイルド、2014年2月22日）
- 女子真空管交響楽（メタファジックチャイルド、2014年8月17日）
- 死者の代弁者（メタファジックチャイルド、2014年12月30日）
- 夜叉ケ池（メタファジックチャイルド、2015年8月14日）
- ANGELICFORTRESS（メタファジックチャイルド、2015年12月31日）
- ANGELICFORTRESS -DOUBLEHELIX-（メタファジックチャイルド、2016年8月13日）
- ANGELICFORTRESS TRISMEGISTUS（メタファジックチャイルド、2016年12月31日）

### 音楽作品（アレンジ・コンピレーション）
- 怒首領蜂大往生 アレンジアルバム（ケイブ、2009年8月15日） - アレンジャーとして参加（トラック8「胎慟 Stage5」）。
- デススマイルズ アレンジアルバム（ケイブ、2010年5月15日） - アレンジャーとして参加（トラック5「墓守の怒り Stage A-2」）。
- ダライアスバースト リミックス ワンダーワールド（ZUNTATA RECORDS、2010年6月30日） - アレンジャーとして参加（トラック8「覚悟と決意」）。
- GEONDAN レアトラックス Ver 1.0（ゲ音団、2010年8月14日） - ゲーム音楽家団体「ゲ音団」のコンピレーション・アルバム。トラック20「Physical Love」、マスタリング。
- 東方零響奇譚 〜 Sophisticated Insanity（Creative Intelligence Arts、2010年12月31日） - 匿名ユニット「第零交響師団」による東方Projectアレンジアルバム。2曲作編曲、ほか全曲編曲。
- GEONDAN レアトラックス 2（ゲ音団、2010年12月31日） - ゲーム音楽家団体「ゲ音団」のコンピレーション・アルバム。トラック4「ママ・ヒットンのかわゆいキットンたち」。
- Progressive Android（FragileOnline、2010年12月31日） - 音楽サークル「FragileOnline（主宰：下田祐）」コンピレーション・アルバム。トラック11「Hysteric Glamour」。
- 悪魔城ドラキュラ トリビュート Vol.2（コナミ、2011年1月13日） - アレンジャーとして参加（トラック5「エンディング・テーマ 〜悪魔城ドラキュラ（スーパーファミコン）〜」）。
- ふっかつのじゅもん -memories of game music-（EtlanZ、2011年6月19日） - 音楽サークル「EtlanZ」東北地方太平洋沖地震チャリティー・コンピレーション・アルバム。トラック20「Whale」作曲。
- 東方零響血屍 〜 Scarlet Bloodbath（Creative Intelligence Arts、2011年8月13日） - 匿名ユニット「第零交響師団」東方Projectアレンジアルバム。トラック3「犬は勘定に入れません…あるいは、消えたヴィクトリア朝花瓶の謎」作曲、トラック11「零式交響曲 第弐楽章」編曲。
- スーパーレアトラックス The LAND of RISING SUN（ゲ音団、2011年9月30日） - ゲーム音楽家団体「ゲ音団」のコンピレーション・アルバム。ディスク2-トラック4「口に出せない習慣、奇妙な行動」。
- 東方零響神珠 〜 Sanctified Vengeance（Creative Intelligence Arts、2012年8月11日） - 匿名ユニット「第零交響師団」東方Projectアレンジアルバム。トラック1「聖徳伝説 Rage end of mana」作曲、編曲。
- Ragnarok Online Elemental Tunes（ガンホー・オンライン・エンターテイメント、2013年11月28日） - アレンジCD Vol.1-トラック5「Fireflies Heaven」編曲。
- Game Music Prayer 2（Game Music Prayer、2014年4月27日） - 「Game Music Prayerプロジェクト」東北地方太平洋沖地震・バルカン半島洪水復興支援チャリティー・コンピレーション・アルバム。ディスク2-トラック9「遠き神々の炎」作曲。

### 音楽作品（原曲使用）
- オーケストラによるゲーム音楽コンサート3（Sony Records、1993年12月22日） - 『聖剣伝説2』より原曲提供（トラック10「天使の怖れ」）。管弦楽：東京シティ・フィルハーモニック管弦楽団
- オーケストラによるゲーム音楽コンサート5（Sony Records、1996年1月21日） - 『聖剣伝説3』より原曲提供（トラック11「メリディアン・チャイルド」）。管弦楽：神奈川フィルハーモニー管弦楽団
- 聖剣伝説4 Original Soundtrack -Sanctuary-（スクウェア・エニックス、2007年1月24日） - 『聖剣伝説2』・『聖剣伝説3』より原曲提供（ディスク1-トラック28,29, ディスク3-トラック7, ディスク4-トラック7,8,9,10,11,17,18,19,20,21）。編曲：祖堅正慶、関戸剛、仲野順也。
- Symphonic Fantasies（スクウェア・エニックス、2010年9月15日） - 『聖剣伝説2』より原曲提供（トラック3「聖剣伝説2 Secret of MANA」）。ドイツ開催の同名コンサートのライブ・アルバム。管弦楽：ケルンWDR交響楽団（指揮：Arnie Roth）、編曲：Jonne Valtonen。
- ロード オブ ヴァーミリオン Re:2 FAN KIT（スクウェア・エニックス、2011年8月9日） - 『聖剣伝説2』より原曲提供（トラック13「聖剣伝説2メドレー -LoV Edit-」）。編曲：山崎良。
- SQ Chips（スクウェア・エニックス、2011年9月） - 『聖剣伝説2』より原曲提供（トラック6「聖剣伝説2 “子午線の祈り”」）。編曲：S_S。
  - SQ Chips 先行ミニアルバム（同、2011年7月16日） - 『聖剣伝説2』より原曲提供（トラック1「聖剣伝説2 “子午線の祈り”（デモバージョン）」、トラック3「聖剣伝説2 “危機”」）。編曲：S_S。
- 聖剣伝説 音楽大全集（スクウェア・エニックス、2011年9月14日） - 『聖剣伝説2』ほか聖剣伝説シリーズ作品より原曲提供（特典DVD収録「20周年オーケストラ」）。編曲：宮野幸子。
- Battle SQ（スクウェア・エニックス、2012年7月4日） - 『聖剣伝説3』より原曲提供（トラック6「nuclear fusion」）。編曲：ゆに。
- Beer SQ（スクウェア・エニックス、2012年7月4日） - 『聖剣伝説2』より原曲提供（トラック5「Can You Fly Sister?」）。編曲：MOHIKAN FAMILY'S。演奏：MOHIKAN FAMILY'S、藤沢祥衣。
- SQ Chips 2 TOWER RECORDS 購入者特典CD（スクウェア・エニックス、2012年7月25日） - 『聖剣伝説2』より原曲提供（トラック3「聖剣伝説2メドレー」）。編曲：ぺさま。
- RARE SQ（スクウェア・エニックス、2012年12月5日） - 『双界儀』・『聖剣伝説2』より原曲提供（トラック1「双界儀メドレー（Fire Wire〜Die On Destiny〜Labyrinth）」、「聖剣伝説2メドレー」）。編曲：Kenmochi Hidefumi、ぺさま。
- Cure SQ TOWER RECORDS 購入者特典CD（スクウェア・エニックス、2013年12月11日） - 『聖剣伝説2』より原曲提供（トラック2「森が教えてくれたこと」）。編曲：Drakskip。